# Altamira (Bilbao)

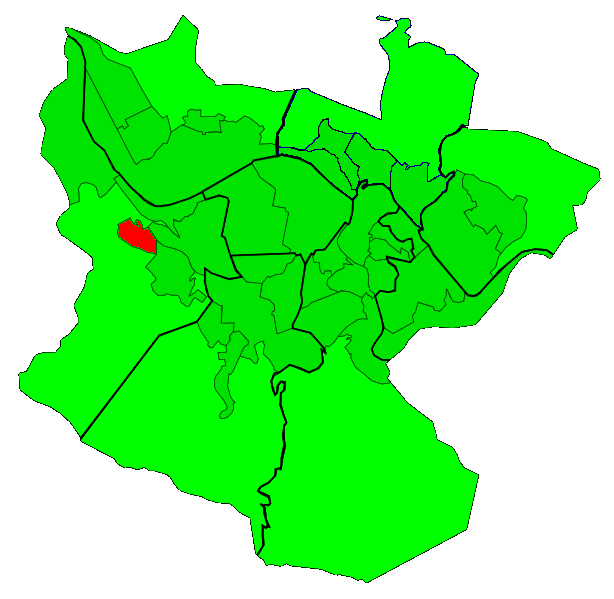
Ubicació d'Altamira

Altamira és un barri del districte bilbaí de Basurtu-Zorrotza. Té una superfície de 0,15 quilòmetres quadrats i una població de 1.911 habitants (2006). Limita al nord i oest amb la Muntanya Kobeta, a l'est amb Olabeaga i Basurtu, i al sud amb Masustegi.

## Història
El barri es va construir en la dècada dels 60 a les faldes del mont Kobeta. A causa d'aquest fet Altamira és un barri amb nombroses costes, que, lligat a l'envelliment de la població, provoca un veritable problema d'accessibilitat i mobilitat als seus veïns.

## Transport
- Bilbobus: Línies que passen per Altamira:

| Línia | Recorregut              | Freqüència (minuts) |
| ----- | ----------------------- | ------------------- |
| 58    | Monte Caramelo - Atxuri | 15´                 |
| 80    | Altamira - Termibús     | 30´                 |